# Conférence mondiale de l'alimentation
La Conférence mondiale de l'alimentation est convoquée par l'Organisation des Nations unies en 1974 en application d'une résolution de l'Assemblée générale des Nations unies.
Premier sommet international sur la question de l'alimentation, elle réunit une centaine de pays, qui adoptent en novembre 1974 la Déclaration universelle pour l'élimination définitive de la faim et de la malnutrition. Deux autres conférences mondiales, en 1996 puis en 2009, ont suivi sur le même sujet.

## Contexte
Depuis le lancement de ce projet, le monde a connu principalement trois conférences mondiales sur l’alimentation notamment la première qui s’est déroulé du 5 au 16 novembre 1974, la seconde qui s’est déroulé du 13 au 17 novembre 1996 et donc la dernière connue du 25au 27 janvier 2009. Ces conférences ont toutes eu plus ou moins les mêmes objectifs qui sont l’éradication de la faim, de la pauvreté et de la malnutrition dans le monde. Ces conférences ont été mis en place dans l’optique de faire le bilan de l’évolution de la situation alimentaire mondiale, de voir les problèmes qu’elle pourrait engendrer sur le long terme et ainsi donc prendre des mesures concrètes afin d’y remédier. A ces conférences s’ajoute la journée mondiale sur l’alimentation qui est annuelle et qui rejoint la cause de ces conférences mondiales.
Au moment où 800 millions d’individus, plus d'un individu sur 10 dans le monde, souffrent de la faim et de malnutrition, cet événement a été l’occasion de faire le bilan de l’évolution de la situation alimentaire mondiale et surtout de soulever les problèmes que cette situation risquait d’engendrer au XXIe siècle pour l’ensemble de la planète, tant du point de vue politique et économique que social et environnemental et d’adopter des mesures concrètes pour y remédier.
L'Agenda 2030 des Nations unies met en place un programme qui consiste à chercher à éliminer la faim, à assurer la sécurité alimentaire, à améliorer la nutrition et à promouvoir l’agriculture durable en vue de construire un monde dans lequel « personne n'est laissé pour compte ».

## La Conférence mondiale de l'alimentation de 1974
L’instabilité de la situation alimentaire à la fin des années 60 est telle que les pays en développement n’ont pas de disponibilités alimentaires suffisantes en moyenne pour chaque habitant. Dans les années 70, la situation n’a guère changé, bien au contraire, elle s’est dégradée donnant lieu à 35% de la population mondiale, soit 900 millions d’individus, en sous-alimentation. À la suite de la persistance de la pauvreté, de la sous-alimentation, de la malnutrition mais surtout des problèmes sévères liés à l’autosuffisance alimentaire, les États ont décidé de se regrouper afin de chercher à trouver ensemble des solutions pour faire face à ce fléau. La conférence internationale de l’alimentation de 1974 a permis l’adoption de la proclamation solennelle selon laquelle : « Chaque homme, femme et enfant a le droit inaliénable d'être libéré de la faim et de la malnutrition afin de développer pleinement ses facultés physiques et mentales ».
Pour des raisons d’ordre politique et financier, l’objectif n'est jamais atteint. Pire encore, la FAO a estimé que 680 millions d’individus pourraient souffrir de la faim d’ici 2010 dont plus de 250 millions en Afrique subsaharienne.

## La Conférence mondiale de l'alimentation de 1996
En janvier 1994, le directeur général de la FAO lance l’idée de la convocation d’un sommet mondial de l’alimentation. Après une tournée mondiale auprès des représentants des États concernés, il reçoit l’appui politique et personnel de plusieurs d’entre eux. Lors de la 28e session de la conférence de la FAO il fut adopté à l’unanimité une résolution convoquant le sommet mondial de l’alimentation pour le mois de novembre de l’année 1996. Le 1er février 1996 à Rome, le directeur des Nations unies pour l’alimentation et l’agriculture lance la campagne d’information et de promotion du sommet mondial de l’alimentation avec comme thème « Food for all ». Du 13 au 17 novembre 1996 s’est tenu à Rome le sommet mondial de l’alimentation qui était dans la continuité de la conférence des NU de RIO Copenhague, le Caire et Pékin dont le but était d’assurer la sécurité alimentaire pour tous grâce à une politique concrète mondiale. Ce sommet fait partie des plus grands événements du millénaire car il réunit plus de 120 chefs d’États et de gouvernements.
L’échec des objectifs de la conférence de 1974 a créé une remise en question et l’idée de mettre en place un sommet mondial de l’alimentation. Ce sommet se tient du 13 au 17 novembre 1996 avec 185 pays à Rome. La problématique principale posée dans ce sommet est l’éradication de la faim dans le monde. Il fallait ainsi donc penser à inciter au renouvellement politique, médiatique mais aussi à la sensibilisation des responsables du secteur privé et publique sur ce problème.
La déclaration de Rome pose 7 engagements qui seront les piliers d’une action en faveur de la sécurité alimentaire durable et universelle.
Cette conférence internationale de l’alimentation aura permis certaines avancées qui malgré tout n’auront pas suffi car la population ne cesse d’augmenter en même temps que le problème en question : ce qui mène à la stagnation de la situation.

## La Conférence mondiale de l'alimentation de 2009
Une troisième conférence voit le jour à Madrid les 26 et 27 janvier 2009. A cette réunion participent 62 ministres et délégués de 126 pays, des ONG internationales et des fédérations de syndicats agricoles. L’objectif de ce projet de partenariat mondial de l’agriculture et de la sécurité alimentaire est une meilleure cohérence politique.

### Les objectifs concrets de cette conférence
- Premier objectif : créer un lieu réunissant les acteurs de la scène internationale notamment les états des ONG et la société civile afin d’atteindre une meilleure coordination et une plus grande cohésion des politiques et des stratégies internationales impactant sur la sécurité alimentaire.
- Deuxième objectif : éclairer les décideurs sur des choix de long terme en matière de sécurité alimentaire grâce à l'expertise scientifique et professionnelle.
- Troisième objectif : prendre des mesures financières sur la sécurité sociale tel que les bons alimentaires pour les populations les plus atteintes par la pauvreté et ainsi favoriser la relance de l’agriculture dans ces pays en question.

## La journée mondiale de l'alimentation
Chaque 16 octobre depuis 1945, les Nations unies célèbrent la journée mondiale de l’alimentation. Cette journée valorise l’agriculture. Durant cette journée mondiale de l’alimentation de 2018, la France a lancé un programme de lutte contre le gaspillage alimentaire afin de diviser par deux les quantités d’aliments jetés.
La FAO a aussi lancé un programme pour la lutte contre la malnutrition dans lequel elle définit plusieurs cadres d’actions qui sont :
- la contribution et l’amélioration de la recherche scientifique sur la nutrition
- la contribution à l’accroissement de la mobilisation internationale et européenne en faveur de la nutrition
- l’intégration de la nutrition dans les programmes scolaires
- la prise en compte de la nutrition dans les pays fortement atteints par la malnutrition

## Sources et liens externes

### Liens et annexes
- http://www.fao.org/about/meetings/global-parliamentary-summit/fr/
- https://www.persee.fr/doc/ecoru_0013-0559_1997_num_238_1_4858
- http://www.gloobal.net/iepala/gloobal/fichas/ficha.php?entidad=Textos&id=5197&opcion=documento

#### Lien traduit
- http://www.fao.org/docrep/x0262e/x0262e05.htm